# Scooba
Scooba és una població dels Estats Units a l'estat de Mississipi. Segons el cens del 2000 tenia 632 habitants.

## Demografia
Segons el cens del 2000, Scooba tenia 632 habitants, 204 habitatges, i 139 famílies. La densitat de població era de 99,2 habitants per km².
Dels 204 habitatges en un 38,2% hi vivien nens de menys de 18 anys, en un 38,7% hi vivien parelles casades, en un 27,9% dones solteres, i en un 31,4% no eren unitats familiars. En el 30,4% dels habitatges hi vivien persones soles el 10,8% de les quals corresponia a persones de 65 anys o més que vivien soles. El nombre mitjà de persones vivint en cada habitatge era de 2,47 i el nombre mitjà de persones que vivien en cada família era de 3,09.
Per edats la població es repartia de la següent manera: un 23,6% tenia menys de 18 anys, un 29,7% entre 18 i 24, un 19,5% entre 25 i 44, un 17,4% de 45 a 60 i un 9,8% 65 anys o més.
L'edat mediana era de 22 anys. Per cada 100 dones de 18 o més anys hi havia 134,5 homes.
La renda mediana per habitatge era de 18.875 $ i la renda mediana per família de 31.375 $. Els homes tenien una renda mediana de 30.500 $ mentre que les dones 29.063 $. La renda per capita de la població era de 12.110 $. Entorn del 30,3% de les famílies i el 25,5% de la població estaven per davall del llindar de pobresa.

## Poblacions més properes
El següent diagrama mostra les poblacions més properes.